# والتر خودفروت
والتر خودفروت (اسپانیایی: Walter Godefroot‎؛ زادهٔ ۲ ژوئیهٔ ۱۹۴۳) دوچرخه‌سوار اهل بلژیک است.
وی همچنین برندهٔ جوایزی همچون برگ بوی نقره‌ای شده‌است.
از باشگاه‌هایی که در آن رکاب زده‌است می‌توان به تیم دوچرخه‌سواری فلاندریا، تیم دوچرخه‌سواری پژو، تیم دوچرخه‌سواری سالوارانی، و تیم دوچرخه‌سواری فلاندریا اشاره کرد.
وی در مسابقات کشوری و بین‌المللی در مجموع برندهٔ ۱ مدال برنز شده‌است.